# 川内通康
川内 通康（かわうち みちやす、1935年（昭和10年）12月2日 - 2019年（平成31年）3月5日）は、日本の実業家。ニッポン放送元社長。佐賀県佐賀市出身。

## 経歴・人物
佐賀市水ケ江にあるロングサン薬局の長男として産まれる。
佐賀大附属中、佐賀高校を経て、1959年に東京大学教育学部を卒業し、同年にニッポン放送に入社。
1979年に取締役に就任し、1983年に常務、1985年に専務、1989年6月に副社長を経て、1992年6月に社長に就任し、1999年6月会長に退いた。
1992年から1999年までに日本民間放送連盟の理事を務め、2001年と2002年に東京国際映画祭のゼネラルプロデューサーも務めた。1992年6月からフジテレビジョン取締役を務めた。1998年4月に藍綬褒章を受章し、2011年に旭日中綬章を受章した。
2019年3月5日、大動脈解離のために死去。83歳没